# Вулф, Патрик
Па́трик Вулф (англ. Patrick Wolf, 30 июня 1983, Лондон, Великобритания) — британский певец, музыкант и композитор. Настоящее имя Patrick Denis Apps. Играет на большом количестве музыкальных инструментов, таких как укулеле, фортепиано и альт. Пишет музыку, используя как семплы, так и классические музыкальные инструменты. Его стиль варьируется от романтичного фолка до техно-попа.

## Биография
Патрик Вулф родился в южном Лондоне в 1983 году. Начал заниматься музыкой в церковном хоре и скрипкой в музыкальной школе. В 11 лет, купив на распродаже простой синтезатор, он начал экспериментировать с разными звуками, используя скрипку, голос и кассетный магнитофон. В 14 лет он занялся созданием собственных инструментов, в частности, собрал в домашних условиях терменвокс.
Вскоре Патрик начал играть в поп-арт-ансамбле «Minty». Его появления на публике и экспериментальные записи не прошли незамеченными. Поддержать его решила независимая рекорд-компания «Fat Cat Records», предоставив в распоряжение компьютер и микшерный пульт. Это помогло Патрику досконально изучить искусство программинга и развивать продюсерские навыки.
В 16 лет Вулф решил, что готов к самостоятельной жизни, ушёл из дома и начал зарабатывать на жизнь, играя в струнном квартете, часто выступая прямо на улице. Параллельно он создал экспериментальный поп-дуэт «Maison Crimineaux», исполнявший громкую, агрессивную, деструктивную по своей сути музыку. Именно с этого проекта в биографии Вулфа начался новый этап. «Maison Crimineaux» получили приглашение выступить в Париже. Один из концертов дуэта увидел электронный маэстро Кристиан Робинсон, известный под псевдонимом Capitol K. Он серьёзно заинтересовался творческими наработками Вульфа и сыграл в его судьбе роль «крестного отца»: помог в подготовке и издании его студийного дебюта «Lycanthropy», который вышел в Великобритании летом 2003 года.

### «Lycanthropy» и «Wind in the Wires»
Диск вызвал положительную реакцию критиков. Подводя итоги года, журнал «New Musical Express» включил «Lycanthropy» в список лучших альбомов 2003 года. После выхода первого альбома Патрик поступил в колледж при Лондонской консерватории. Второй альбом Патрика Вульфа «Wind in the Wires» вышел в 2005 году и принес певцу ещё большую популярность.
Только после появления второго альбома Патрик Вулф начал по-настоящему активную гастрольную жизнь. Он много выступал в Великобритании и континентальной Европе. Среди почитателей его таланта оказались и участники группы Bloc Party, пригласившие его в совместный тур осенью 2005 года. Год завершился большим сольным концертом Патрика Вулфа в Лондоне, который прошёл с аншлагом, и подписанием серьёзного контракта с крупным международным лейблом.

### «The Magic Position»
Третий студийный альбом «The Magic Position» музыкант записывал в Лондоне и Вене. Он вышел в феврале 2007 года.
В мае 2007 года у музыканта начался тур по Америке. Летом 2007 года он выступал на известных музыкальных фестивалях: Гластонбери, Рединг, Лидс и десятках других концертных площадок Европы. Альбом был неоднозначно принят критиками, а продажи, по мнению лейбла, были очень низкими.

### «The Bachelor» и «The Conqueror»
В 2008 году Патрик готовит материал для своего четвёртого двойного альбома Battle — «The Bachelor» и «The Conqueror». Однако готовые на тот момент демо не понравились лейблу, которые хотел совершенно другого материала. Не идя ни на какие компромиссы, Патрик с шумом покидает Universal. Чтобы выпустить первую часть альбома он создает собственный лейбл «Bloody Chamber Music». Финансирование альбома произошло за счет самих же фанатов, через новую систему Bandstocks. К работе над четвёртым лонг-плеем Патрик привлек множество музыкантов: почти вся семья Вулфа, актриса Тильда Суинтон, Алек Эмпайер, Элайза Карси и другие. После релиза альбома состоялся грандиозный тур по всему миру — от небольших интимных выступлений до крупных фестивалей, таких как Melt!. «The Bachelor» номинировался на кардинально разные награды: от худшей обложки до лучшего альбома года.
Выход пятого альбома назначен на 2010 год. Оказывается, Патрик решил изменить концепцию двойного альбома и заявил, что «The Conqueror» больше не является названием пластинки. По его словам, он перерос ту агрессию, которая двигала ним во время призывов к революции, звучавших на «The Bachelor».

### «Lupercalia» и «Brumalia»
В апреле 2010 года было объявлено, что Вульф подписал контракт с лейблом Hideout, дочерней компанией Mercury Records, который выпустит его пятый студийный альбом Lupercalia. Окончательное название было объявлено через Твиттер 23 декабря 2010 года.
4 ноября 2010 года Вульф заявил, что первым синглом с Lupercalia будет «Time of My Life». О песне Вульф сказал: «Time of My Life» это песня, которую я начал писать в 2006 году в период окончания моих прошлых отношений, а закончил спустя три года в период временного распада моих нынешних отношений. Новый альбом это повествование о любви и оптимизме, выживших через невзгоды и депрессию. Этим альбомом я хотел отпраздновать обретение любви и надежды, которые появились в моей жизни в последние несколько лет". Трек был выпущен 6 декабря 2010 года. Вульф также сообщил, что новый альбом будет выпущен в мае 2011 года. 10 января 2011 года Вульф объявил через свой официальный Твиттер, что второй сингл с альбома, «The City», будет выпущен 14 марта 2011 года.
Долгожданный пятый альбом «Lupercalia» увидел свет 20 июня 2011 года (кроме США, где он был выпущен 28 июня 2011 года). В том же 2011 году Патрик продолжает тему древнегреческих фестивалей и выпускает зимнее ЕП «Brumalia» с новыми треками, которые он успел написать в этом году (кроме уже вышедшего «Together»).

### «Sundark & Riverlight»
Уже к середине 2012 анонсируется работа над новым проектом — «Sundark & Riverlight» — двухдисковый альбом, на котором Патрик празднует десятилетие своей творческой карьеры под именем «Patrick Wolf» и перерабатывает любимые композиции в акустике. Своего рода The Best Of выходит осенью 2012 вместе с фэнзином, разработанным лично Патриком.

## Личная жизнь
На данный момент, Вульф имеет постоянные отношения со своим бойфрендом Уильямом Чарльзом Поллоком (William Charles Pollock), с которым встречается с августа 2007 год.

## Bloody Chamber Music
Bloody Chamber Music — музыкальный лейбл, основанный Патриком Вулфом. Название лейбла отсылает к книге «Bloody Chamber» Анджелы Картер, которая впечатлила музыканта в раннем возрасте. Изначально лейбл финансировался благодаря проекту Bandstocks — то есть краудфаундинг. Однако, скоро проект прекратил существование, и Патрик стал финансировать лейбл на свои собственные средства. Музыкант выпустил на Bloody Chamber Music свой четвёртый альбом, The Bachelor, а также ряд синглов к нему в 2009. В 2012 Вулф снова издал на лейбле двухдисковую компиляцию переработанных композиций «Sundark and Riverlight».

## Дискография

### Альбомы
- Lycanthropy (2003)
- Wind in the Wires (2005)
- The Magic Position (2007)
- The Bachelor (2009)
- Lupercalia (2011)
- Sundark & Riverlight (2012)

### EP
- The Patrick Wolf EP (2002)
- The Spinster EP (2009)
- Lemuralia EP (2011)
- Brumalia EP (2011)
- Archive EP1 (2012)
- Archive EP2 (2013)